# Ictalurus australis
Il pesce gatto Panuco (Ictalurus australis, Meek, 1904) è un pesce d'acqua dolce appartenente alla famiglia degli Ictaluridi ed all'ordine dei Siluriformi.